# Normunds Kindzulis
Normunds Kindzulis   (18 de juliol de 1991 - Tukums, 28 d'abril de 2021) fou un activista LGBT i paramèdic letó que va ser víctima d'un suposat atac homòfob a Tukums. Va morir a causa de les cremades que va sofrir després de ser ruixat amb combustible i cremat.
El jove letó havia rebut diverses amenaces de mort per ser homosexual quan residia a Riga i es va traslladar a Tukums, una petita ciutat a 70 km a l'oest de la capital. No obstant això, fou agredit físicament quatre vegades. Va denunciar a les autoritats les amenaces d'un veí de l'edifici de cinc pisos que vivien, però el seu company d'habitació va assegurar que la policia no va fer res.
El 23 d'abril de 2021, el seu cos va sofrir cremades en el 85%. Fou hospitalitzat juntament el seu company d'habitació, que també va resultar cremat quan va intentar ajudar a Normunds. El 28 d'abril, Normunds Kindzulis va morir a causa de les cremades.
Tot i que diverses associacions assenyalen que ha estat un assassinat homòfob, inicialment la policia local no va voler investigar la mort argumentant que no hi havia «proves» de què hagués comès un delicte i considerant que era un suïcidi per les amenaces que Kindzulis rebia a causa de la seva orientació sexual. Quan Kindzulis va morir, la policia de Tukums va obrir investigació. També es va obrir una investigació per la presumpta inacció de la policia local que no havia investigat les amenaces de mort prèvies a la seva mort.

## Reaccions a la seva mort
- El president de Letònia Egils Levits va piular que «a Letònia no hi ha lloc per a l'odi», i va afegir que si es confirmava que era un atac homòfob, el criminal seria més culpable.[4]
- El primer ministre letó Krišjānis Kariņš va dir que el «crim atroç» ha de ser «investigat a fons».[4]
- El diputat a les Corts Valencianes per la Coalició Compromís Fran Ferri va mostrar tota la seva solidaritat i suport.[6]